# Nodul rutier Vieilleville
Nodul rutier Vieilleville este un nod rutier al șoselei de centură a orașului Nantes, situat în nord-estul orașului, pe teritoriul comunei Carquefou din departamentul Loire-Atlantique, în regiunea Pays de la Loire.
Nodul rutier este compus dintr-un ansamblu de bretele de acces și două sensuri giratorii. Este numerotat 22 pe autostrada A11 și 22a pe autostrada A811.

## Drumuri deservite
- Autostrada A11 (șoseaua de centură nord) spre Paris și Vannes (prin RN 165);
- Autostrada A811 (șoseaua de centură est spre "Porte d'Anjou") cu acces spre sudul Loarei prin podurile Bellevue;
- Drumul departamental RD 178 (fostul RN 178) spre Nort-sur-Erdre;
- Drumul departamental RD 37 spre Carquefou și Thouaré-sur-Loire.